# Sondershausen
Sondershausen är stad i Kyffhäuserkreis i förbundslandet Thüringen i Tyskland ungefär 5 mil norr om Erfurt. Den var till 1918 huvudstad i furstendömet Schwarzburg-Sondershausen. I dag är Sondershausen huvudorten i distriktet Kyffhäuserkreis.

## Kända personer från Sondershausen
- Ernst Ludwig Gerber - kompositör